# Вайнінгс (Джорджія)
Вайнінгс (англ. Vinings) — переписна місцевість (CDP) в США, в окрузі Кобб штату Джорджія. Населення — 12 581 особа (2020).

## Географія
Вайнінгс розташований за координатами 33°51′38″ пн. ш. 84°28′7″ зх. д. / 33.86056° пн. ш. 84.46861° зх. д. (33.860636, -84.468708).  За даними Бюро перепису населення США в 2010 році переписна місцевість мала площу 8,38 км², з яких 8,10 км² — суходіл та 0,27 км² — водойми.

## Демографія
Згідно з переписом 2010 року, у переписній місцевості мешкали 9734 особи в 5413 домогосподарствах у складі 2095 родин. Густота населення становила 1162 особи/км².  Було 6259 помешкань (747/км²).
Расовий склад населення:
| - 63,5 % — білих - 28,1 % — чорних або афроамериканців - 4,2 % — азіатів - 0,2 % — корінних американців - 0,1 % — вихідців з тихоокеанських островів - 1,7 % — осіб інших рас |

До двох чи більше рас належало 2,3 %. Частка іспаномовних становила 5,2 % від усіх жителів.
За віковим діапазоном населення розподілялося таким чином: 13,5 % — особи молодші 18 років, 77,0 % — особи у віці 18—64 років, 9,5 % — особи у віці 65 років та старші. Медіана віку мешканця становила 32,7 року. На 100 осіб жіночої статі у переписній місцевості припадало 88,1 чоловіків;  на 100 жінок у віці від 18 років та старших — 85,1 чоловіків також старших 18 років.
Середній дохід на одне домашнє господарство  становив 113 124 долари США (медіана — 68 610), а середній дохід на одну сім'ю — 170 322 долари (медіана — 110 609). Медіана доходів становила 54 267 доларів для чоловіків та 53 735 доларів для жінок. За межею бідності перебувало 5,5 % осіб, у тому числі 2,2 % дітей у віці до 18 років та 4,2 % осіб у віці 65 років та старших.
Цивільне працевлаштоване населення становило 7041 осіб. Основні галузі зайнятості: освіта, охорона здоров'я та соціальна допомога — 19,4 %, науковці, спеціалісти, менеджери — 16,7 %, роздрібна торгівля — 11,4 %, фінанси, страхування та нерухомість — 9,5 %.